# Efeito quântico de Zenão
O efeito quântico de Zenão (também conhecido como o paradoxo de Turing) é uma característica dos sistemas mecânicos quânticos permitindo que a evolução do tempo de uma partícula seja interrompida medindo-a com freqüência suficiente em relação a alguma configuração de medição escolhida. Às vezes, esse efeito é interpretado como "um sistema não pode mudar enquanto você o observa".